# SG Lützel-Post Koblenz
Die SG Lützel-Post Koblenz (aufgrund einer Sponsorenvereinbarung EPG Baskets Koblenz genannt) ist eine Basketballspielgemeinschaft aus Koblenz, an der die Vereine Lützel Baskets 1956 sowie Post-SV Koblenz beteiligt sind.

## Geschichte

### Entwicklung zur Regionalliga-Spitzenmannschaft
Im August 2011 spaltete sich die seit 1956 bestehende Basketballabteilung des VfB Lützel laut Beschluss der Mitgliederversammlung ab und bildete fortan den Lützel Baskets 1956 e.V. Der Post-SV Koblenz besteht seit 1931. 2012 vereinbarten die Vereine Lützel Baskets und Post-SV Koblenz eine Zusammenarbeit, bildeten fortan eine Spielgemeinschaft im Herrenbereich und schickten ebenfalls eine gemeinsame Mannschaft in der Jugend-Basketball-Bundesliga ins Rennen. Ausgegebenes Ziel war es, an die Tradition des SC REI Koblenz anzuknüpfen, der von 1969 bis 1971 in der Basketball-Bundesliga spielte. Von 1973 bis 1976 war zudem ADB Koblenz in der höchsten deutschen Spielklasse vertreten, zwischen 1996 und 1998 spielte die BG Post SV Koblenz in der 2. Basketball-Bundesliga. Nach dem zweiten Spieltag der Saison 1998/99 wurde die BG vom Spielbetrieb der 2. Bundesliga zurückgezogen.
2013 wurde die „Mission 15/20“ ausgerufen, die beinhaltete, mit der Herrenmannschaft bis spätestens 2015 den Aufstieg in die 1. Regionalliga und bis spätestens 2020 den Sprung in den Profibereich zu schaffen. Zweiter Aspekt der Zielsetzung sollte die Jugendförderung sein. Thomas Klein, im Hauptberuf geschäftsführender Gesellschafter der Unternehmensgruppe Elsen, übernahm bei der Herrenmannschaft das Amt des Sportdirektors und Marketingverantwortlichen, zudem unterstützte die Firma Elsen die Spielgemeinschaft als Hauptgeldgeber. Im April 2014 erhielt die Mannschaft den Namen Conlog Baskets Koblenz, wurde im Spielbetrieb aber weiterhin als SG Lützel-Post Koblenz geführt.
Im Spieljahr 2014/15 wurde die Mannschaft Meister der 2. Regionalliga Südwest-Nord, stieg damit in die 1. Regionalliga Südwest auf und schloss den Durchmarsch von der Landesliga ab. Auch in der höchsten deutschen Amateurklasse mischte Lützel gleich in der Spitzengruppe mit. Im Sommer 2016 verließ mit Isaac Bonga das größte Talent die Mannschaft in Richtung des Bundesligisten Skyliners Frankfurt. Anfang Oktober 2016 wurde Trainer Marcel Kastor von Josip Bosnjak abgelöst, nachdem die Mannschaft zum Auftakt der Runde 2016/17 zwei der ersten drei Spiele verloren hatte.
Anfang November 2019 gab Bosnjak das Traineramt ab, nachdem die Mannschaft den Auftakt der Saison 2019/20 nicht den Vorstellungen entsprechend gestaltet und aus sieben Spielen vier Siege und drei Niederlagen geholt hatte. Als Nachfolger kam der Grieche Christos Diktapanidis. Im Juni 2019 wurde der Name der Mannschaft in EPG Baskets Koblenz geändert.
In der Saison 2019/20 stand Koblenz mit 17 Siegen und sechs Niederlagen auf dem zweiten Tabellenplatz, als das Spieljahr wegen der Ausbreitung von COVID-19 beendet wurde. 

### 2020 – 2023: 2. Bundesliga ProB
Die Mannschaft bewarb sich um einen Platz in der 2. Bundesliga ProB und bekam diesen Anfang Juli 2020 zugesprochen. Bereits in vorherigen Jahren hatte man trotz fehlender sportlicher Qualifikation mehrmals die Lizenzunterlagen für die ProB eingereicht, aber jeweils keinen Platz in der dritthöchsten Spielklasse Deutschlands erhalten. Neuer Trainer nach dem Aufstieg wurde Danny Rodriguez, der zuvor in Koblenz gespielt und die zweite Mannschaft als Trainer betreut hatte. Ende Januar 2021 wurde die Mannschaft, die zu diesem Zeitpunkt Tabellensechster der Südstaffel der 2. Bundesliga ProB war, mit vier Spielern (Philipp Lieser, Bill Borekambi, Anthony Canty, Oliver Clay, alle zuvor beim Regionalligisten Wolmirstedt) verstärkt, die alle Erfahrungen aus höheren Ligen mitbrachten. Clay konnte aufgrund einer beginnenden Ausbildung letztlich nicht für die Koblenzer spielen. Die Hauptrunde der Saison 2020/21 in der 2. Bundesliga ProB wurde auf dem siebten Platz abgeschlossen, damit war der Einzug in die zweite Gruppenphase erreicht. Dort erfolgte das Saisonaus. Anschließend wurden weitere Professionalisierungsschritte (unter anderem der Umzug von der Sporthalle des Gymnasiums auf der Karthause in die CGM Arena) und ein Trainerwechsel angekündigt. Neuer Trainer wurde Mario Dugandzic, der auch die sportliche Leitung für den gesamten Leistungsbereich übertragen bekam. Ende Februar 2022 trennte man sich von Dugandzic wegen einer „unterschiedlicher Auffassung über die langfristige Ausrichtung“, die Mannschaft stand zu diesem Zeitpunkt auf dem zweiten Tabellenplatz. Der bisherige Co-Trainer Gerard Gomila wurde befördert und vorerst bis zum Ende der Saison 2021/22 mit der Aufgabe betraut. Unter Gomila wurde die Platzierung gehalten und die Hauptrunde der Saison 2021/22 als Mannschaft mit der zweitbesten Bilanz der 2. Bundesliga ProB Süd beendet. Im Viertelfinale erfolgte das Ausscheiden gegen Düsseldorf.
Im Mai 2022 wurde die Verpflichtung von Markus Klepzig als Geschäftsführer mit Dienstbeginn 1. Juli 2022 vermeldet. Neuer Trainer wurde Ende Juni 2022 der erfahrene Pat Elzie. Elzie führte die Mannschaft in der Hauptrunde der Saison 2022/23, in der man eigener Aussage nach über einen Haushalt von rund 900 000 Euro verfügte, mit 23 Siegen und einer Niederlage zum Meistertitel in der 2. Bundesliga ProB Süd. Im Mai 2023 stand der Einzug in die Endspiele um die Meisterschaft in der 2. Bundesliga ProB fest, womit sich die Koblenzer das sportliche Aufstiegsrecht in die zweitklassige 2. Bundesliga ProA sicherten. Anschließend gewannen sie auch den Meistertitel.

### Seit 2023: 2. Bundesliga ProA
In Hinblick auf die Zweitligasaison 2023/24 wurde der Haushalt auf 1,5 Millionen Euro erhöht. Die Vereinsführung gab das Vorhaben aus, bis zum Spieljahr 2027/28 den Aufstieg in die Basketball-Bundesliga geschafft zu haben. Anfang Januar 2024 trennte sich der Verein von Trainer Elzie. Zu dem Zeitpunkt wies die Mannschaft sechs Siege und neun Niederlagen auf und hatte von den zurückliegenden zehn Begegnungen sieben verloren. Assistenztrainer Yasin Turan wurde zum Chef befördert. Ende desselben Monats wurde wieder ein Trainerwechsel vollzogen und der Niederländer Marco van den Berg eingestellt. Mit van den Berg als Trainer gelang knapp der Klassenerhalt.
Im Juni 2024 gab sich die Mannschaft einen neuen Spitznamen: Aus Baskets wurde Guardians (deutsch: Wächter), in Anspielung auf die Geschichte der Gegend in und um Koblenz mit Burgen und Schlössern. Anfang März 2025 erfolgte die Trennung von van den Berg während des Abstiegskampfs. Für die restliche Saison 2024/25 übernahm der Co-Trainer Venelin Berov das Traineramt. Wie in der Vorsaison wurde knapp der Klassenerhalt geschafft, die Koblenzer lagen am Saisonende mit 18 Punkten auf dem letzten Nichtabstiegsplatz und waren mit Absteiger Artland Dragons punktgleich. Im Mai 2025 wurde Stephan Dohrn als neuer Koblenzer Trainer vorgestellt. Der Mannschaftsname wurde im Juni 2025 wieder in EPG Baskets Koblenz geändert.

### Saisonschlussplatzierungen
- 2012/13 (Landesliga): 1. Platz
- 2013/14 (Oberliga): 1. Platz
- 2014/15 (2. Regionalliga): 1. Platz
- 2015/16 (1. Regionalliga): 3. Platz
- 2016/17 (1. Regionalliga): 3. Platz
- 2017/18 (1. Regionalliga): 3. Platz
- 2018/19 (1. Regionalliga): 2. Platz
- 2019/20 (1. Regionalliga): 2. Platz
- 2020/21 (2. Bundesliga ProB, Süd): 7. Platz, Ausscheiden in der zweiten Gruppenphase[43]
- 2021/22 (2. Bundesliga ProB, Süd): 2. Platz, Ausscheiden im Viertelfinale
- 2022/23 (2. Bundesliga ProB, Süd): 1. Platz, Meister
- 2023/24 (2. Bundesliga ProA): 16. Platz
- 2024/25 (2. Bundesliga ProA): 16. Platz

### Mannschaftsnamen
- 2012–2014: SG Lützel-Post Koblenz
- 2014–2019: Conlog Baskets Koblenz (offiziell SG Lützel-Post Koblenz)
- 2019–2024: EPG Baskets Koblenz (offiziell SG Lützel-Post Koblenz)[44]
- 2024–2025: EPG Koblenz Guardians
- seit 2025: EPG Baskets Koblenz

### Trainerchronik
| Amtszeit        | Name                  |
| --------------- | --------------------- |
| 2013–10/2016    | Marcel Kastor         |
| 10/2016–11/2019 | Josip Bosnjak         |
| 11/2019–03/2020 | Christos Diktapanidis |
| 04/2020–04/2021 | Danny Rodriguez       |
| 07/2021–02/2022 | Mario Dugandzic       |
| 02/2022–06/2022 | Gerard Gomila         |
| 06/2022–01/2024 | Patrick Elzie         |
| 01/2024         | Yasin Turan           |
| 01/2024–03/2025 | Marco van den Berg    |
| 03/2025–04/2025 | Venelin Berov         |
| Seit 05/2025    | Stephan Dohrn         |

### Spielhalle
Die Mannschaft trug ihre Heimspiele bis 2021 in der Sporthalle auf der Karthause aus. Zur Saison 2021/22 folgte der Umzug in die heutige EPG Arena.